# Andreas Pospich
Andreas Pospich (* 8. Dezember 1961 in Salzgitter) ist ein ehemaliger deutscher Fußballspieler, der zu Beginn seiner Laufbahn im Sturm spielte, im weiteren Karriereverlauf aber vermehrt als Abwehrspieler eingesetzt wurde.

## Karriere
Andreas Pospich spielte bis 1984 bei Fortuna Lebenstedt und Union Salzgitter, dann wechselte er zu Eintracht Braunschweig. Mit der Eintracht spielte er in seinem ersten Jahr unter Trainer Aleksandar Ristić in der Bundesliga. Sein Debüt gab er am 1. Spieltag der Saison 1984/85, als er bei der 1:3-Heimniederlage gegen den 1. FC Köln für Michael Scheike eingewechselt wurde. Die Saison endete für Pospich und seine Mannschaftskollegen mit dem Abstieg in die 2. Bundesliga. Pospich blieb in Braunschweig und spielte bis 1991 in der 2. Liga. Anschließend war Pospich noch ein halbes Jahr bei dem Oberligisten Eisenhüttenstädter FC Stahl aktiv, für den er auch in den beiden Begegnungen des Europapokals der Pokalsieger 1991/92 gegen Galatasaray Istanbul zum Einsatz kam.